# Renato Jurčec
Renato Jurčec (Zaprešić, 4. lipnja 1966.) hrvatski je nogometni trener i bivši nogometaš. Trenutačno je trener petoligaškog kluba Stupnik. Kao igrač igrao je na poziciji napadača.

## Igračka karijera
U 1. HNL postigao je 85 pogodaka te je na desetom mjestu ljestvice najboljih strijelaca u povijesti.

## Trenerska karijera
Kao trener specijalizirao se za niželigaše. Trenirao je Laduč, Bistru, Lekenik, Kustošiju i Špansko. Kustošiju je odveo u dva viša natjecateljska razreda, prvo iz četvrte u treću pa u drugu ligu. Bistru je uveo iz četvrte u treću ligu. Uz ostale klubove trenirao je i Zagorec (2013.) i NK Savski Marof. Sezone 2018./2019. preuzeo je Špansko u završnici prvenstva i spasio ga od ispadanja. Iz kluba je otišao početkom sezone 2019./2020. s obzirom na poznate događaje oko organizacije kluba. Otišao je u petoligaša Trešnjevku koju je iste sezone doveo u poziciju kandidata za plasman u viši razred, nanizavši s klubom pet uzastopnih pobjeda.

## Vanjske poveznice
- Profil na hrnogomet.com